# Euphilomedes carcharodonta
Euphilomedes carcharodonta is een mosselkreeftjessoort uit de familie van de Philomedidae. De wetenschappelijke naam van de soort is voor het eerst geldig gepubliceerd in 1952 door Smith.